# Sijeno
Sijeno je trava i lišće osušena na suncu i zraku koja se koristi kao životinjska hrana. Količina vlage smanjuje se sušenjem s približno tri četvrtine u zelenoj travi na približno jednu petinu u osušenom sijenu. Sijeno se obično pravi tako da se trave posijeku obično na njivi ili na livadi dok su još zelene, a onda se suše. Sijeno se komprimira u pravokutne bale i vezuje se žicom ili konopom, a često se skladišti u obliku stogova. Sijeno predstavlja osnovnu zimsku hranu za goveda i konje.
Najbolji uvjeti za proizvodnju sijena su u dovoljno vlažnim dolinama i poljima s umjerenom kontinentalnom i atlantsko-primorskom klimom, zatim u planinskim kotlinama, šumskim proplancima... 
Kosidba se obavlja ručno uz pomoć kose ili strojevima (mehaničke kosilice i samovezivače).